# Замок Гуттенберг (Хасмерсхайм)
Замок Гуттенберг — средневековый замок на реке Неккар над Неккармюльбахом (район современной общины Хасмерсхайм) на севере немецкой федеральной земли Баден-Вюртемберг. Замок ни разу не был разрушен в ходе военных действий, и на протяжении последних почти 800 лет постоянно обитаем; с середины XV в. он находится в собственности одной из линий рода Гемминген.
В замке, кроме прочего, находится Станция наблюдения за хищными птицами (нем. Deutsche Greifenwarte), музей и ресторан, а также штаб-квартира Немецкого фонда защиты природы (нем. Deutsche Umweltstiftung).